# Sparkle (cantante)
Sparkle, pseudonimo di Stephanie Edwards (Chicago, 13 maggio 1975), è una cantante statunitense.

## Biografia
Sparkle ha iniziato a cantare nel gruppo gospel della sua famiglia. Ha incontrato il cantante R. Kelly nel 1989 e il suo album di debutto eponimo è stato pubblicato il 19 maggio 1998. Ha esordito in 3ª posizione della Billboard 200, alla 2ª in quella dedicata ai dischi R&B, alla 57ª della Official Albums Chart britannica ed è stato certificato disco di platino dalla RIAA per aver venduto un milione di copie in madrepatria. Il primo singolo estratto Be Careful, in collaborazione con R. Kelly, è arrivato alla 50ª posizione in Belgio, alla 52ª in Germania, 4ª nei Paesi Bassi e alla 7ª nel Regno Unito. Nonostante il successo del suo primo album, Sparkle e R. Kelly hanno iniziato ad incontrare differenze creative durante la registrazione del secondo album, che hanno portato all'abbandono dell'etichetta da parte della cantante. Ha in seguito firmato un contratto discografico con la Motown. Il secondo album in studio, intitolato Told You So, è uscito nell'ottobre 2000 e si è classificato 121º nella Billboard 200.

## Discografia

### Album in studio
- 1998 – Sparkle
- 2000 - Told You So

### Singoli
- 1998 – Be Careful (con R. Kelly)
- 1998 – Time To Move On
- 1998 – What About
- 1999 – Lovin You
- 2000 – It's a Fact
- 2012 – So Bad
- 2018 – We Are You